# Austromontia
Austromontia is een geslacht van hooiwagens uit de familie Triaenonychidae.
De wetenschappelijke naam Austromontia is voor het eerst geldig gepubliceerd door Lawrence in 1931. 

## Soorten
Austromontia omvat de volgende 6 soorten:
- Austromontia bidentata
- Austromontia caledonica
- Austromontia capensis
- Austromontia formosa
- Austromontia litoralis
- Austromontia silvatica